# Jules Verbrugge
Pour les articles homonymes, voir Verbrugghe.
Jules Verbrugge, né le 27 octobre 1886 à Paris et mort le 22 février 1921, est un footballeur international français.

## Biographie
Jules Verbrugge naît le 27 octobre 1886 à Paris et meurt le 22 février 1921.

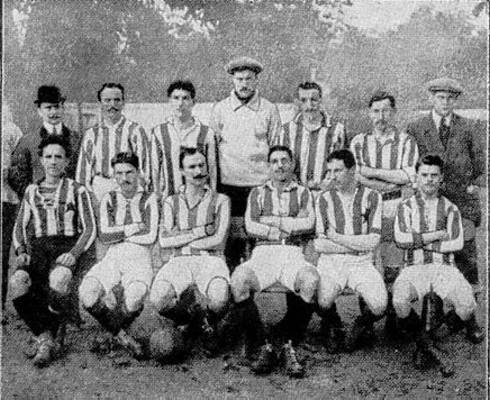
L'équipe du Red Star en 1910. Verbrugge est en bas à droite.

À cause d'une erreur sur son état civil, il a été considéré à tort comme le plus jeune international français dans les années 2010. La confusion vient du fait que certaines sources dont l'IFFHS indiquaient à l'époque, visiblement sans fondement, que J. Verbrugge était mort lors de la Première Guerre mondiale. Parmi les trois Verbrugge et les quatorze Verbrugghe morts pour la France, un Julien Verbrugghe, né en 1889, a été considéré comme le bon, puis comme le plus jeune international car sa première sélection aurait alors eu lieu à 16 ans et 10 mois. L'information a été reprise telle quelle, sans vérification, de la part du site internet de la FFF et des principaux médias comme L'Equipe, So Foot, France info, Eurosport, TF1 ou encore France Football, surtout en septembre 2020 lors de la première sélection d'Eduardo Camavinga à l'âge de 17 ans. La vérité est rétablie peu après par Pierre Cazal sur son site Chroniques bleues, qui lui attribue son bon état civil. Jules Verbrugge a été sélectionné pour la première fois à 20 ans, ce qui n'en fait donc pas le plus jeune international.
Son poste de prédilection est attaquant. Il compte quatre sélections en équipe de France de football, : 
- France-Angleterre amateur à Paris au Parc des Princes en 1906, défaite 0-15
- France-Hongrie au stade du C.A.P à Charentonneau en 1911, défaite 0-3
- France-Angleterre amateur au Stade de Paris à Saint-Ouen en 1911, défaite 0-3
- France-Italie au Stade de Paris à Saint-Ouen en 1911, nul 2-2

### Clubs successifs
- AS française (saison 1905-1906[14])
- Red Star

### Carrière
Pour sa première sélection, à 20 ans, la France affronta l'Angleterre amateur et fut battue à domicile (0-15). L'ailier parisien joua à nouveau contre les Anglais cinq ans plus tard et subit une autre défaite à domicile (0-3), cette fois-ci au Stade de Paris. Il connaît sa dernière sélection en équipe de France, le 9 avril 1911, contre l'Italie (2-2) à l'âge de 21 ans et 3 mois et demi. Ensuite, il n'eut plus trop l'occasion de se faire remarquer, d'autant qu'il fut grièvement blessé au front, comme beaucoup d'autres internationaux,.
Affecté au 71e régiment d'infanterie lors de la Première Guerre mondiale, il est blessé le 10 septembre 1914 à Rambervillers au cours de la bataille de la Marne d'une balle de fusil à la jambe droite. Affaibli, il meurt peu après l'armistice à trente-quatre ans.